# 佐世保線
佐世保線（させぼせん）は、佐賀県杵島郡江北町の江北駅から長崎県佐世保市の早岐駅を経由して同市の佐世保駅に至る九州旅客鉄道（JR九州）の鉄道路線（幹線）である。

## 概要
江北駅で長崎本線から分岐し、長崎県北部の佐世保駅まで伸びる路線。佐世保市と佐賀市や福岡市を結ぶルートの一部となっており、山陽新幹線・九州新幹線に接続する福岡市の鹿児島本線博多駅から、佐世保駅や大村線ハウステンボス駅へ直通する特急列車が走っている。2022年（令和4年）9月23日からは西九州新幹線に接続する特急「リレーかもめ」が江北駅 - 武雄温泉駅間で運転されるようになり、長崎市と佐賀市や福岡市を結ぶルートの一部にもなっている。
ほとんどの区間で国道34号・国道35号と並走している。佐賀平野や早岐駅周辺は軟弱地盤地帯で、この区間は路盤が非常に悪いため単線用の架線柱の多くが、両側支持の門型の物になっている。
佐世保線内各駅のプラットホーム有効長は最大で21 m車9両（機関車含む）に対応している。また、江北方面と佐世保方面とを行き来する列車は、構内配線の都合上早岐駅で進行方向が逆転（スイッチバック）する。特急列車が毎時1本程度運行されており、同一方向への続行運転も可能であるが、早岐駅を除いて線内の駅で先行列車を追い抜くことはほとんどない。
2022年（令和4年）9月23日以降は長崎本線の長崎県内区間が電化廃止となったため、同県内では大村線早岐駅 - ハウステンボス駅間と共に数少ない電化路線となっている。また、従来は全線単線であったが、同日の改正で特急「リレーかもめ」が運転されるようになり特急列車の運行本数が増えたため、途中の大町駅 - 高橋駅間が改正に先んじて複線化されている。
全線がIC乗車カード「SUGOCA」の利用エリアに含まれている。

## 路線データ
- 管轄・路線距離（営業キロ）：
  - 九州旅客鉄道（第一種鉄道事業者）：
    - 江北駅 - 佐世保駅間 48.8 km
- 軌間：1,067 mm
- 駅数：14（起終点駅含む）
  - 佐世保線所属駅に限定した場合、起点の江北駅（長崎本線所属[4]）が除外され、13駅となる。
- 複線区間：大町駅 - 高橋駅間[2]
- 電化区間：全線（交流20,000 V・60 Hz）
- 閉塞方式：単線自動閉塞式
- 運転指令所：博多総合指令センター
- 最高速度：
  - 130 km/h（江北駅 - 高橋駅間）
  - 95 km/h（高橋駅 - 佐世保駅間）
- IC乗車カード対応区間：全線（SUGOCA福岡・佐賀・大分・熊本エリア）

江北駅付近（起点から1.5 km地点まで）はJR九州本社鉄道事業本部直轄、大町駅 - 佐世保駅間が同社長崎支社の管轄である。
2016年（平成28年）12月22日より、スマートフォンアプリ「JR九州アプリ」内の列車位置情報システム「どれどれ」が運用開始され、佐世保線内の列車位置情報がリアルタイムで配信されている。

## 歴史
現在の佐世保線として扱われる区間のうち、江北から早岐までの区間は、九州鉄道により、鳥栖と長崎を結ぶ幹線鉄道（長崎線）の一部として建設されたもので、1898年（明治31年）に開業した早岐から分岐し佐世保方面に向かう支線区間のみが佐世保線とされていた。1907年（明治40年）に九州鉄道が鉄道国有法により買収、国有化され、1909年（明治42年）の国有鉄道線路名称制定により鳥栖 - 早岐 - 長崎間が長崎本線、早岐 - 佐世保間が佐世保線となった。1934年（昭和9年）に長崎本線が有明線を編入して現在のルートへ変更されたことに伴い、肥前山口（現在の江北） - 早岐間を長崎本線から分離し、佐世保線へ編入したことで現行の佐世保線となった。また、現在松浦鉄道西九州線の一部となっている旧国鉄松浦線の佐世保 - 北佐世保間も、当初は佐世保線として開業している。
当初、九州鉄道は武雄 - 大村間を嬉野を通るルート（九州新幹線西九州ルートや長崎自動車道に類似）で計画していたが、嬉野温泉の客が宿泊しなくなるとの沿線住民の反対により、誘致運動が起きた有田へ向かうルートに変更された（鉄道忌避伝説）。

### 年表
- 1895年（明治28年）5月5日：九州鉄道長崎線として佐賀駅 - 武雄駅間が開業。山口駅、北方駅、武雄駅が新設（佐世保線関係分のみ記載）。
- 1897年（明治30年）7月10日：武雄駅 - 早岐駅間延伸。三間坂駅、有田駅、三河内駅、早岐駅が新設。
- 1898年（明治31年）
  - 1月20日：早岐駅 - 佐世保駅間延伸。佐世保駅が新設。
  - 10月1日：中樽駅が貨物駅として新設。
- 1907年（明治40年）7月1日：九州鉄道が買収・国有化される。
- 1909年（明治42年）
  - 5月1日：中樽駅を上有田駅に改称し、一般駅に変更。
  - 10月12日：国有鉄道線路名称：が制定され、長崎本線の鳥栖 - 早岐 - 長崎間、佐世保線の早岐 - 佐世保間に分割。
- 1910年（明治43年）12月26日：日宇駅が新設。
- 1913年（大正2年）3月1日 ：山口駅を肥前山口駅に改称。
- 1919年（大正8年）12月11日：大町信号所を新設。
- 1922年（大正11年）4月1日：大町信号所を大町信号場に変更。
- 1923年（大正12年）8月21日：高橋駅を新設。
- 1928年（昭和3年）9月1日：大町信号場が大町駅に変更。
- 1934年（昭和9年）12月1日：長崎本線の肥前山口駅 - 早岐駅間を編入し肥前山口駅 - 佐世保駅間を佐世保線とする。
- 1935年（昭和10年）11月9日：佐世保駅 - 北佐世保駅間が開業。北佐世保駅を新設。
- 1942年（昭和17年）9月30日：永尾信号場、大塔信号場を新設。
- 1943年（昭和18年）8月30日：佐世保駅 - 北佐世保駅間が松浦線に編入される。
- 1945年（昭和20年）5月15日：大塔信号場が大塔駅に変更。
- 1949年（昭和24年）1月15日：永尾信号場が永尾駅に変更。
- 1973年（昭和48年）10月29日：電化工事に着手[7]。
- 1975年（昭和50年）6月19日：武雄駅を武雄温泉駅に改称。
- 1976年（昭和51年）6月6日：肥前山口駅 - 佐世保駅間電化[8]。
- 1979年（昭和54年）3月30日：西有田信号場を新設。
- 1985年（昭和60年）3月14日：早岐駅 - 佐世保駅間の貨物営業を廃止。
- 1987年（昭和62年）4月1日：国鉄分割民営化により、九州旅客鉄道（全線・第1種）と日本貨物鉄道（肥前山口駅 - 有田駅間・第2種） が継承。有田駅 - 早岐駅間は貨物営業廃止。
- 2002年（平成14年）3月23日：全線でワンマン運転を開始[9]。松浦鉄道への直通運転を再開[9]。
- 2016年（平成28年）12月22日：全線で列車情報提供システムの提供開始[5]。
- 2020年（令和2年）3月14日：この日のダイヤ改正をもって松浦鉄道への直通運転を廃止。
- 2022年（令和4年）
  - 2月27日：大町駅 - 高橋駅間を複線化[2]。
  - 9月23日：肥前山口駅を江北駅に改称[10][11]。JR貨物の肥前山口駅 - 有田駅間の第2種鉄道事業が廃止され、当路線におけるJR貨物の事業区間がなくなる[12]。江北駅 - 武雄温泉駅間の最高速度が130 km/hに向上。江北駅 - 早岐駅間で3両ワンマン運転開始。
- 2024年（令和6年）10月3日：ICカード「SUGOCA」を導入[3]。

## 運行形態

### 優等列車
全区間に博多駅 - 佐世保駅間の特急「みどり」が16往復運行され、このうち5往復（特定日は7往復）では博多駅 - 江北駅 - 早岐駅間で大村線ハウステンボス駅発着の特急「ハウステンボス」を併結する。通常ダイヤでは当路線内を単独運転する「ハウステンボス」の設定はないが、ハウステンボスでのイベント時などに全区間単独運転の列車が設定される場合がある。
江北駅 - 武雄温泉駅間には、門司港駅・博多駅発着の特急「リレーかもめ」が下り18本・上り17本運行され、武雄温泉駅で西九州新幹線の「かもめ」と同一ホームで接続している。また「みどり」のうち下り4本・上り5本は「かもめ」と接続しており、該当する列車は「みどり（リレーかもめ）」の列車名で運転される。なお定期列車では「ハウステンボス」は「かもめ」と接続することはないが、特定日運転の上り2本に限り接続し、列車名も「ハウステンボス（リレーかもめ）」となる。
D&S列車として、特急「ふたつ星4047」が2022年（令和4年）9月23日より運転を開始した。午前便が武雄温泉駅を始発として江北駅まで佐世保線内を走行し、長崎本線経由で長崎駅を終着とする。午後便は長崎駅から大村線を経由し、早岐駅から終着武雄温泉駅まで佐世保線区間を走行する。
また、月曜日に博多駅 - 長崎駅間で運行されていた特急「36ぷらす3」（金の路）が、2022年（令和4年）10月3日から博多駅 - 佐世保駅間の運行に変更となり、佐世保線への乗り入れが開始された。

#### 特急料金など不要の特例
2018年（平成30年）3月17日より、ダイヤ改正で早岐駅 - 佐世保駅間の普通列車が8往復削減された救済措置として、早岐駅 - 佐世保駅間のみで特急列車に乗車する場合、青春18きっぷを含む乗車券のみで普通車自由席に乗車可能とする特例が設けられた。なお早岐駅を跨いで特急に乗車する場合は、特急料金などは特例区間外のみで計算され、「みどり」は従来通り早岐駅 - 佐世保駅間の途中駅では旅客乗降を扱う停車を行わない。
普通・快速列車の運行がある線区で、乗車券のみで特急の普通車自由席に乗車可能の特例が設けられるのは、日豊本線・日南線・宮崎空港線の宮崎駅 - 宮崎空港駅間、奥羽本線の新青森駅 - 青森駅間に次いで3例目であるが、従来の2例はいずれも遠距離移動のターミナル駅とその自治体の中心駅との接続を考慮してのものであった。

#### 過去の優等列車
戦後、1954年（昭和29年）に進駐軍専用列車「デキシー・リミテッド (Dixie Limited)」が日本に返還されて急行「西海」と改名のうえ東京駅 - 佐世保駅間を結んだのを皮切りに、東海道本線・山陽本線から佐世保線へ直通する急行列車が多数設定された。その後、1964年（昭和39年）に大阪駅発着の急行「平戸」（のちに2代目「西海」に改称）、1965年（昭和40年）に東京駅発着の寝台特急「さくら」、新大阪駅発着のディーゼル特急「みどり」（のちに「いそかぜ」→「かもめ」に改称）、1967年（昭和42年）に新大阪駅発着の寝台特急「あかつき」が運行を開始した。
1975年（昭和50年）3月10日の山陽新幹線全線開通後も夜行列車の「西海」「さくら」「あかつき」は存続したが、その後の交通体系の変化に伴い夜行列車の利用客は減少の一途をたどり、1980年（昭和55年）10月1日に「西海」が廃止された。次いで、1999年（平成11年）12月4日に「はやぶさ」との併結化に伴い「さくら」の佐世保駅発着列車が廃止された。そして2000年（平成12年）3月11日に「彗星」との併結化に伴い「あかつき」の佐世保駅発着列車が廃止されたのを最後に、佐世保線と本州を直通する優等列車、および佐世保線に乗り入れる夜行列車は消滅した。
また、1999年（平成11年）3月13日から2003年（平成15年）3月14日までは、大村線経由の特急「シーボルト」が佐世保駅 - 長崎駅間で運行されていたが、利用不振により廃止された。
佐世保線を運行する優等列車は、特に鹿児島本線博多駅 - 鳥栖駅間の線路容量の関係から、本州直通列車を含めて、多くの列車が肥前山口駅（現：江北駅）で長崎駅発着の列車と分割・併合する多層建て列車として運行されてきたが、2011年（平成23年）3月12日の九州新幹線鹿児島ルートの全線開業に伴うダイヤ改正で「かもめ」と「みどり（・ハウステンボス）」の併結が終了したのを最後に、肥前山口駅で分割・併合を行う優等列車はなくなった。

### 地域輸送
佐世保線内は特急以外の列車は、大村線直通の快速・区間快速「シーサイドライナー」も含めて全ての列車が各駅に停車する。運転系統は基本的に早岐駅で分かれており、佐世保線全線を通して運転する普通列車は午前中の下り2本・上り3本のみとなっている。かつては半数強の列車が佐世保駅まで直通していたが、2018年（平成30年）3月17日のダイヤ改正で大半の列車が早岐駅で系統分割された。
江北駅 - 早岐駅間は普通列車が1 - 2時間に1本程度運行される。一部の列車は長崎本線の鳥栖駅に直通し、そのうち鳥栖駅からさらに鹿児島本線に直通する列車が、下りに吉塚駅始発と福間駅始発で各1本、上りに門司港駅終着で1本設定されている。吉塚駅始発の列車は2012年（平成24年）3月17日のダイヤ改正まで山陽本線下関駅始発で運行されていたが、門司港駅始発に変更され、2014年（平成26年）3月15日のダイヤ改正から現行の運行区間となっている。また門司港駅終着の列車は2022年（令和4年）9月22日までは長崎本線側の始発駅は肥前大浦駅で、逆に江北駅（旧・肥前山口駅）で分割する鳥栖駅→肥前大浦駅・早岐駅間の列車も下り1本設定されていたが、翌日のダイヤ改正で下りの併結列車は設定がなくなり、上りも長崎本線側の始発駅は肥前浜駅に変更された。
かつてこの区間の普通列車はすべて電車で運行されていたが、2022年（令和4年）9月23日のダイヤ改正で約半数の列車がキハ47形気動車やYC1系ハイブリッド車での運行となり、引き続き全列車電車での運行となる江北駅以東への乗り入れは大幅に削減された。一方鹿児島本線への乗り入れは、これまでの1往復に加えて夜間の上り最終を兼ねる博多駅終着の列車（鳥栖駅 - 博多駅間は鹿児島本線八代始発の列車と併結）が追加された。ただし、2025年（令和7年）3月のダイヤ改正以降、この博多駅終着の列車は江北駅で同駅始発の別列車に乗り換えとなっている。
有田駅 - 三河内駅間で佐賀県と長崎県の県境を越えるが、長崎本線の肥前大浦駅 - 小長井駅間と比べると比較的本数は確保されている。そのため普通列車で長崎本線江北駅以東（鳥栖方面）と諫早駅以西（長崎方面）を行き来する場合、時間帯によっては、運賃は割高になるが早岐駅経由の方が目的地に早く着ける場合もある。
早岐駅 - 佐世保駅間は「シーサイドライナー」など、大村線に直通する列車に加え、朝・夕方以降は早岐駅 - 佐世保駅間のみ運行の列車や、早岐駅以東に直通する列車も設定されている。これらの列車を合わせて朝・夕方以降には1時間に2 - 3本程度の普通・快速列車が運行されるが、日中は1時間に「シーサイドライナー」1本のみの運行となる。
全線で車内収受式ワンマン運転を実施している。ワンマン運転を行う列車（2両編成・3ドア）では、有人駅の江北駅・武雄温泉駅・有田駅・早岐駅・佐世保駅ではすべてのドアが開き（ただし有田駅はみどりの窓口営業時間帯のみ）、そのほかの駅（窓口営業時間外の有田駅含む）では1両目中央（キハ47形にはない）と2両目のドアは開かず、乗車時には1両目の後ろのドアから整理券を取って乗車し、降車時には運転士に運賃または乗車券を渡して1両目の前のドアから降りることになる。YC1系の場合は編成両数に関わらずワンマン運転であり、有人駅では任意のドア横にあるボタンを押して乗降する（運賃や乗車券は駅員に渡すか駅の集札箱に入れる）。なお、特急列車は有田駅がワンマン扱いの時間帯でもすべてのドアが開き、乗車券などは車掌が回収している。
2009年（平成21年）3月14日から2020年（令和2年）3月13日まで、松浦鉄道直通運転列車が設定されていた。2015年（平成27年）6月1日時点 の運行区間は佐々発早岐行き・早岐発伊万里行きで、松浦鉄道の車両（MR-600形気動車）が使用されていた。これ以前にも松浦鉄道の列車が佐世保駅から早岐駅まで、JR大村線の快速「シーサイドライナー」の一部が佐世保駅から松浦鉄道佐々駅やたびら平戸口駅まで直通運転していたが、2006年（平成18年）3月18日のダイヤ改正から中止されていた。JRの車両はキハ66・67系気動車が使用されていた。
有田陶器市期間中には福岡・熊本方面から臨時列車や団体列車が運行される。これには通常佐世保線には乗り入れない車両も使用される。

### 貨物列車
2022年（令和4年）9月まで江北駅 - 有田駅間はJR貨物の第二種鉄道事業区間となっていたが、貨物列車の運行は1996年（平成8年）に廃止されトラック輸送に切り替えられていた。現在は1日17.5往復のトラック便が有田駅と長崎本線鍋島駅との間で運行されている（鍋島駅発が18本、有田駅発が17本）。2006年（平成18年）よりJR貨物としての有田駅は「有田オフレールステーション」の名称を用いている。

### その他
クルーズトレイン「ななつ星 in 九州」が（長崎本線→）江北駅→早岐駅→佐世保駅→早岐駅（→大村線）のルートで運行されている。運行開始当初は（大村線→）早岐駅→肥前山口駅（現在の江北駅）（→長崎本線）のルートで、当線内で旅客乗降を扱う停車は行っていなかったが、2015年（平成27年）3月22日運行分より現行のルートとなり有田駅と佐世保駅で旅客乗降の扱いを開始した。なお、早岐駅（佐世保駅に向かう時のみ）ではスイッチバックが、佐世保駅では折り返しが必要なため、機関車の機回しが行われている。

## 使用車両

### 現在の車両

#### 特急列車用
すべて電車
- 783系：特急「みどり（リレーかもめ）」、「ハウステンボス」にて全線で運用。
- 787系：特急「リレーかもめ」では江北駅 - 武雄温泉駅間で、臨時特急「36ぷらす3」では月曜日に全線で運用。2022年（令和4年）9月22日までは特急「みどり」で全線で運用。
- 885系：特急「みどり」、「リレーかもめ」として2022年（令和4年）9月より全線で運用。2002年（平成14年）10月から2003年（平成15年）3月までは、当線内臨時列車扱いで「みどり」の1往復で運用されていた。

#### 普通列車用
電車
- 811系：2022年（令和4年）9月23日より全線で運用。
- 817系：全線で運用。
- 415系：江北駅-早岐駅間で運用。2022年（令和4年）9月で当線での運用を終了していたが、2025年（令和7年）3月ダイヤ改正より運用が復活。

気動車
- YC1系：江北駅 - 早岐駅間は2022年9月23日から、全線で運用。
- キハ40系・キハ140系：臨時特急「ふたつ星4047」として2022年（令和4年）9月23日から運転日に江北駅 - 早岐駅間で運用。

#### 「ななつぼしin九州」用
- DF200形7000番台：クルーズトレイン「ななつ星in九州」の牽引機として運転日に全線で運用。
- 77系：クルーズトレイン「ななつ星in九州」の客車として運転日に全線で運用。

### 過去の車両
電車
- 485系：特急「みどり」、「ハウステンボス」などで運用。
- 813系

気動車
- キハ58系：急行「弓張」などで運用。
- キハ65系
- キハ66・67系：大村線直通の「シーサイドライナー」で2021年（令和3年）6月30日まで運用。
- キハ47系：2025年（令和7年）6月まで運用。YC1系に置き換えられた。
- キハ200系：大村線直通の「シーサイドライナー」で2021年（令和3年）3月11日まで運用。

機関車
- D51形：貨物列車で運用。
- C11形：寝台特急「さくら」の牽引機として、佐世保駅 - 早岐駅間で運用。逆機での運用もあった。
- C57形：寝台特急「さくら」の牽引機として運用。
- DD51形：寝台特急「さくら」、「あかつき」の牽引機として運用。
- ED76形：貨物列車で運用。

客車
- 10系：急行「平戸」などで運用。
- 14系：寝台特急「さくら」、「あかつき」の客車として運用。
- 20系：寝台特急「さくら」の客車として運用。
- 24系：寝台特急「さくら」の客車として運用。

### 利用状況
各年度の平均通過人員（人/日）および旅客運輸収入は以下のとおりである。
| 年度                   | 平均通過人員（人/日） | 旅客運輸収入 （百万円/年） | 出典   |
| 年度                   | 江北 - 佐世保         | 旅客運輸収入 （百万円/年） | 出典   |
| ---------------------- | --------------------- | -------------------------- | ------ |
| 1987年度（昭和62年度） | 5,651                 |                            | [ 26 ] |
| 2016年度（平成28年度） | 6,697                 | 1,987                      | [ 26 ] |
| 2017年度（平成29年度） | 6,660                 | 1,984                      | [ 27 ] |
| 2018年度（平成30年度） | 6,463                 | 1,908                      | [ 28 ] |
| 2019年度（令和元年度） | 5,994                 | 1,768                      | [ 29 ] |
| 2020年度（令和02年度） | 3,232                 | 769                        | [ 30 ] |
| 2021年度（令和03年度） | 3,597                 | 926                        | [ 31 ] |
| 2022年度（令和04年度） | 5,582                 | 1,774                      | [ 32 ] |
| 2023年度（令和05年度） | 7,313                 | 2,494                      | [ 33 ] |

## 西九州新幹線との関連
2022年（令和4年）9月23日に武雄温泉駅 - 長崎駅間が開業した西九州新幹線は、福岡市と長崎市を結ぶ九州新幹線（西九州ルート）の一部である。当初佐世保市寄りのルートで計画されていたが、採算性などの問題から、1992年（平成4年）11月に長崎県は「九州新幹線（長崎ルート）等の整備に関する基本的な考え方」として、福岡市 - 武雄市間は在来線を活用、武雄市 - 長崎市間は建設路線の延長を極力短縮しつつ新幹線鉄道規格新線を建設し、福岡市 - 長崎市間にスーパー特急を設定すること。 さらに、佐世保市が新幹線のルートから外れたことを踏まえて、佐世保線の輸送改善を求めた。具体的には、福岡市 - 長崎市間にスーパー特急を設定するときには佐世保市にも在来線を利用してスーパー特急を設定すること。佐世保線において列車の最高速度を130 km/hに引き上げるための設備改良を行うこと。将来、福岡市 - 長崎市間にフル規格新幹線が運行されるようになったときは、佐世保市にもフル規格新幹線鉄道網への直通運行が可能となるようその実現につとめることを示した。同年11月に佐賀県、長崎県等は武雄市 - 長崎市間の短絡ルートをスーパー特急方式で整備する案を地元案として合意した。

### 佐賀県内の複線化・高速化
前述のとおり当初の計画では、武雄温泉駅 - 長崎駅間にスーパー特急方式の新線を建設し、武雄温泉駅以東では在来線を改良して活用する計画であった。当線の肥前山口駅（現在の江北駅） - 武雄温泉駅間については複線化および路盤強化を行い、最高速度を130 km/hに引き上げることとされた。この対応にかかる費用はJR九州の試算によれば約120億円となり、国からの複線化補助金が約30億円、残り約90億円を佐賀県とJR九州で分担するとしており、佐賀県によれば県の負担は国とほぼ同額の「30億円プラスマイナスα」にしたい、とされた。また、長崎県・佐賀県ならびにJR九州はこの区間の複線化を「整備新幹線扱い」にするよう国に要望するとしている。実現すれば佐賀県の負担は約22億円に軽減されるほか、JR九州は受益の範囲内で線路使用料を支払うことになり、両者にとって都合の良い案であるが、前例がないほか、国の財源がないため財務省は難色を示していた。武雄温泉 - 諫早間は2007年（平成19年）12月のいわゆる「三者合意」により江北町と鹿島市の長崎本線のJR九州からの経営分離への同意が不要とされ、2008年（平成20年）3月に国土交通大臣による着工認可が下り、4月に着工された。
2010年（平成22年）4月5日に鉄道・運輸機構は肥前山口駅 - 武雄温泉駅間の複線化・路盤強化費用が約175億円となる、という試算結果を発表した。JR九州の試算と異なり、高橋駅 - 武雄温泉駅間については高速化に対応させるため腹付線増ではなく新たに複線を新設するため費用が膨らんだ、としている。そのため、佐賀県の負担額は約47億円に増大することになるため、佐賀県知事の古川康は改めて同区間の複線化事業の早期着工と「整備新幹線扱い」の適用を求めた。
2011年（平成23年）12月に政府は九州新幹線（西九州ルート）について、すでに着工してる武雄温泉 - 諫早間に加えて、諫早 - 長崎間の新規着工並びに肥前山口 - 武雄温泉間の複線化事業を一体として整備新幹線事業として扱い、軌間可変電車（フリーゲージトレイン）を導入することを決定した。これについて佐賀県知事の古川康は歓迎する見解を示した。しかし、大町町長の武村弘正は町内に踏切が8か所あることで渋滞や事故の危険性、町内南北の往来に支障が出るとして改めて町内区間の高架化を求める意向を示した。
2012年（平成24年）6月に国土交通省は西九州ルートの工事実施計画を認可した。これにより、佐世保線 肥前山口 - 武雄温泉間（12.8 km）には現行の特急列車や普通列車に加えてフリーゲージトレインが上下合わせて60本程度運行されることになり、線路容量を確保するためにこの区間の複線化に向けて環境影響評価が行われた。最高速度は130 km/hで、ほとんどの区間で地平を走行し、高橋駅から高架の武雄温泉駅に取付く部分は新たに複線の高架橋を建設したうえで、新幹線の高架橋の終端に接続する計画であった。
しかしながら、技術的観点からフリーゲージトレインの導入が不透明な状況となり、2016年（平成28年）3月には与党、佐賀県、長崎県、JR九州、鉄道・運輸機構、国土交通省による「六者合意」として、2022年度（令和4年度）に武雄温泉駅でフル規格新幹線と在来線特急の対面乗り換えによる開業を目指す方針が示された。肥前山口 - 武雄温泉間の複線化については、全区間を整備新幹線スキームで整備するとしながらも、2022年度（令和4年度）の開業時までに大町駅 - 高橋駅間の複線化を行い、その後順次全線複線化を行う方針に変更された。
その後フリーゲージトレインの導入が正式に断念されると、2019年（平成31年）4月に複線化区間を大町駅 - 高橋駅間に短縮する計画変更が認可された。国土交通省は同区間の複線化により、武雄温泉駅での対面乗換方式による開業に伴う特急列車の本数の増加に対応可能であるとしている。大町駅 - 高橋駅間については2022年（令和4年）2月26日に線路切り替え工事が行われ、翌27日から複線化されている。

### 長崎県内の高速化
新幹線のルートから外れたものの、佐世保市は長崎県の拠点都市として人口や産業が集積しており、輸送改善の必要があることから、長崎県、佐世保市およびJR九州で構成する「佐世保線等整備検討委員会」を設置し、輸送改善策の検討が行われた。佐世保方面への輸送改善として、2019年（平成31年）3月には、有田 - 佐世保間で高速化工事を行うとともに、西九州新幹線 武雄温泉 - 長崎間の開業と同時期に振子型車両の導入を行うことで合意し、工事が進められている。高速化事業は長崎県が事業主体となってレールやまくらぎの改良を行い、事業費は約14億円とされている。また、JR九州は「白いかもめ」などで使用されている885系を博多 - 佐世保間に導入する。これにより博多 - 佐世保間の所要時間は8分程度短縮されると見込んでいる。
2022年（令和4年）6月に発表されたダイヤでは、博多 - 佐世保間の所要時間が最大9分間短縮される便がある一方、現行より所要時間が遅い便が生じており、佐世保市長や長崎県知事は十分な効果があるとは言えないとして改善を求めている。

## 駅一覧
- 線路 … ||：複線区間、◇・◆：単線区間（列車交換可能。◆：佐世保方面はスイッチバック。）、∨：ここより下は単線、∧：ここより下は複線
- 停車駅
  - 普通…すべての駅に停車
  - 快速・区間快速（シーサイドライナー）…当路線内では全駅に停車
  - 特急（みどり・ハウステンボス）…列車記事参照

| 駅名         | 営業キロ | 営業キロ | 接続路線                                      | 線路 | 所在地          | 所在地          | 所在地          |
| 駅名         | 駅間     | 累計     | 接続路線                                      | 線路 | 所在地          | 所在地          | 所在地          |
| ------------ | -------- | -------- | --------------------------------------------- | ---- | --------------- | --------------- | --------------- |
| 江北駅       | -        | 0.0      | 九州旅客鉄道：■長崎本線（鳥栖方面へ直通あり） | ∨    | 佐賀県          | 杵島郡          | 江北町          |
| 大町駅       | 5.1      | 5.1      |                                               | ∧    | 佐賀県          | 杵島郡          | 大町町          |
| 北方駅       | 2.3      | 7.4      |                                               | \|\| | 佐賀県          | 武雄市          | 武雄市          |
| 高橋駅       | 4.0      | 11.4     |                                               | ∨    | 佐賀県          | 武雄市          | 武雄市          |
| 武雄温泉駅   | 2.3      | 13.7     | 九州旅客鉄道：■西九州新幹線                   | ◇    | 佐賀県          | 武雄市          | 武雄市          |
| 永尾駅       | 4.6      | 18.3     |                                               | ◇    | 佐賀県          | 武雄市          | 武雄市          |
| 三間坂駅     | 3.2      | 21.5     |                                               | ◇    | 佐賀県          | 武雄市          | 武雄市          |
| 上有田駅     | 4.2      | 25.7     |                                               | ◇    | 佐賀県          | 西松浦郡 有田町 | 西松浦郡 有田町 |
| 有田駅       | 2.5      | 28.2     | 松浦鉄道：西九州線                            | ◇    | 佐賀県          | 西松浦郡 有田町 | 西松浦郡 有田町 |
| 西有田信号場 | -        | 31.4     |                                               | ◇    | 佐賀県          | 西松浦郡 有田町 | 西松浦郡 有田町 |
| 三河内駅     | 7.5      | 35.7     |                                               | ◇    | 長崎県 佐世保市 | 長崎県 佐世保市 | 長崎県 佐世保市 |
| 早岐駅       | 4.2      | 39.9     | 九州旅客鉄道：■大村線（佐世保線と直通あり）   | ◆    | 長崎県 佐世保市 | 長崎県 佐世保市 | 長崎県 佐世保市 |
| 大塔駅       | 2.7      | 42.6     |                                               | ◇    | 長崎県 佐世保市 | 長崎県 佐世保市 | 長崎県 佐世保市 |
| 日宇駅       | 2.9      | 45.5     |                                               | ◇    | 長崎県 佐世保市 | 長崎県 佐世保市 | 長崎県 佐世保市 |
| 佐世保駅     | 3.3      | 48.8     | 松浦鉄道：西九州線                            | ◇    | 長崎県 佐世保市 | 長崎県 佐世保市 | 長崎県 佐世保市 |

JR九州の直営駅は武雄温泉駅・佐世保駅、JR九州サービスサポートによる業務委託駅は江北駅・有田駅・早岐駅で、そのほかの駅は簡易委託駅または無人駅である。